# 沸騰管

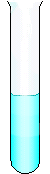
大試管看起來與一般試管無異

沸騰管(Boiling Tube)又稱為大試管，是一種在實驗室常見的玻璃容器，它的大小、長度和容量均比一般試管大。與一般試管不一樣，沸騰管能承受本生燈的高熱而不破裂。
它的開口比一般試管為大，目的是讓溶液有足夠的空間沸騰。普通試管的管口太狹窄，溶液受熱時，沒有足夠的空間讓生成的氣體離開溶液表面，最終可能令試管爆裂。因為形狀和試管完全相同，沸騰管很多時候被當作容量較大的試管使用。
沸騰管一般使用能承受高溫的派熱克斯玻璃製成。

## 保存方法
使用後以清水沖洗（有需要的可用試管刷），等待水乾了後，然後放在實驗櫃裡（不適用於試管架）。